# تحالف التيار المعتدل
تحالف التيار المعتدل هو تحالف انتخابي للأحزاب السياسية المصرية، تشكل بعد الانتخابات البرلمانية المصرية التي جرت في عامي 2011-2012.

## الأطراف المنتسبة سابقًا
- حزب الوسط
- حزب التيار المصري
- حزب مصر القوية
- حزب الحضارة
- حزب العدل
- حركة شباب 6 أبريل
- حركة مصرينا[1]